# Andrea Carpenzano
Andrea Carpenzano (Lugo, 24 agosto 1995) è un attore italiano.

## Biografia
Nato nel 1995 a Lugo, in provincia di Ravenna, cresce e studia a Roma. Si avvicina alla recitazione per caso, accompagnando nel 2015 un'amica alle audizioni per un ruolo secondario nel film Tutto quello che vuoi e venendo poi scelto dal regista Francesco Bruni come protagonista della pellicola, in cui recita al fianco di Giuliano Montaldo. Per la sua interpretazione, riceve il premio come miglior attore rivelazione al Bari International Film Festival, il premio Vittorio De Sica e una menzione speciale al premio Biraghi ai Nastri d'argento 2017. Sempre nello stesso anno, prende parte al film Il permesso - 48 ore fuori di Claudio Amendola.
Nel 2018 recita nella serie televisiva di Canale 5 Immaturi - La serie. Lo stesso anno è protagonista assieme a Matteo Olivetti del film La terra dell'abbastanza dei fratelli D'Innocenzo, che gli vale il plauso da parte della critica italiana e internazionale. L'anno seguente è protagonista della pellicola sportiva Il campione, con Stefano Accorsi. Nel 2021 recita il ruolo di protagonista nel film drammatico Lovely Boy, sul tema del successo, della solitudine e infine della triste caduta nel mondo della droga e dell'autodistruzione.

## Filmografia

### Cinema
- Il permesso - 48 ore fuori, regia di Claudio Amendola (2017)
- Tutto quello che vuoi, regia di Francesco Bruni (2017)
- La terra dell'abbastanza, regia di Damiano e Fabio D'Innocenzo (2018)
- Via Lattea, regia di Valerio Rufo – cortometraggio (2018)
- Il campione, regia di Leonardo D'Agostini (2019)
- Guida romantica a posti perduti, regia di Giorgia Farina (2020)
- Lovely Boy, regia di Francesco Lettieri (2021)
- Calcinculo, regia di Chiara Bellosi (2022)
- Chiara, regia di Susanna Nicchiarelli (2022)
- Un altro ferragosto, regia di Paolo Virzì (2024)
- Una storia nera, regia di Leonardo D'Agostini (2024)

### Televisione
- Immaturi - La serie – serie TV (2018)

## Riconoscimenti
- 2017 – Nastro d'argento
  - Menzione speciale al premio Guglielmo Biraghi per Tutto quello che vuoi
- 2017 – Bari International Film Festival
  - Miglior attore rivelazione per Tutto quello che vuoi
- 2019 – Tuscia Film Fest
  - Premio Pipolo Tuscia Cinema per Il campione
- 2019 – Nastro d'argento
  - Candidatura al miglior attore protagonista per Il campione